# Leptomenes striativentris
Leptomenes striativentris är en stekelart som beskrevs av Giordani Soika. Leptomenes striativentris ingår i släktet Leptomenes och familjen Eumenidae. Inga underarter finns listade i Catalogue of Life.